# 東樺拓殖鉄道
東樺拓殖鉄道（とうかたくしょくてつどう）はかつて樺太の敷香町の市街地から幌内川を渡った先にあった佐知付近より同町の池田に至る80km以上にのぼる施設計画があった未成線。

## 概要
工事は進まず開業することはなく第二次世界大戦の終戦を迎え未成線となった。